# Bruna Amarante da Silva
Bruna Amarante da Silva (Petrópolis, 12 de mayo de 1984), conocida como Bruna, es una futbolista profesional brasileña que juega como central en el club São José EC de la Serie A2.

## Carrera profesional
Bruna jugó anteriormente en el campeonato de fútbol femenino de Kazajstán con el BIIK Kazygurt, con el que debutó en la Liga de Campeones en agosto de 2012. Ella había jugado antes en su país de origen.
Bruna formó parte de la selección femenina de fútbol de Guinea Ecuatorial en la Copa Mundial Femenina de la FIFA 2011.
El 5 de octubre de 2017, Bruna y otros nueve futbolistas brasileños fueron declarados por la FIFA no elegibles para jugar con Guinea Ecuatorial. Además, el equipo nacional femenino de Guinea Ecuatorial fue vetado del Torneo Mundial de Fútbol Femenino de la FIFA de 2019 por haber hecho uso de «documentos falsos», y diez de sus componentes tuvieron que pagar una multa de 102 000 dólares a la institución.